# Hôtel Blain
L’hôtel Blain, à Arles (Bouches-du-Rhône), au 18  rue de la Calade, est un exemple typique des hôtels particuliers qui ont fleuri au XVIIe siècle. Il eut, comme bon nombre d'hôtels particuliers arlésiens, différents propriétaires et fut reconstruit plusieurs fois. La surprise se trouve à l'intérieur, où juste après un vestibule assez ample, on trouve l'un des plus beaux escaliers d'Arles.

## Histoire
Cet hôtel appartint au XVIe siècle à la famille de Donines (dont on connait un hôtel rue de la Bastille), puis à la famille des Alberts. Acheté au XVIIe siècle par la famille Blain, qui était une famille de juristes, il fut donné au fils Blain, par contrat de mariage, par son père, François Blain, procureur, en 1702. Jusqu'à récemment, le bâtiment a abrité le Centre Interrégional de Conservation du Livre.
Un procès-verbal d'alignement trouvé dans les registres de voirie des archives municipales indique que la façade a été refaite en 1729, le maître maçon qui réalisa ces travaux étant Jean Bonnafous.
Depuis l'été 2015 il abrite la Fondation Manuel Rivera-Ortiz.

## Architecture
Le style de la façade est très sobre, simplement rythmé par des fenêtres à arc segmentaire.

## Source
- Les hôtels particuliers d'Arles, Odile Caylux, Actes Sud, 2000,  (ISBN 2-7427-3041-9)